# Павленко Катерина Юріївна
Павленко Катерина Юріївна (нар. 15 вересня 1997, м. Суми) — українська паралімпійська лижниця. Кандидат у майстри спорту України.

## Біографія
Павленко Катерина Юріївна народилася 15 вересня 1997 року у м. Суми. Уроджена ампутація лівого передпліччя. Лижними перегонами займається із 10 років. У змаганнях виступає у класі LW8.
Брала участь у Чемпіонаті світу 2013 року у м. Солефті (Швеція), а також у фіналі Кубка світу у м. Сочі (Росія). Є наймолодшою спортсменкою у складі національної паралімпійської збірної команди України.
На змаганнях у січні 2014 року у м. Оберрід (Німеччина) була десятою у біатлоні (середня дистанція).